# Gemma di Vergy
Personnages
- Le comte de Vergy (baryton)
- Gemma, son épouse répudiée (soprano)
- Ida di Greville, nouvelle épouse du comte (mezzo-soprano)
- Tamas, jeune serviteur arabe de Gemma (ténor)
- Guido, favori du comte (basse)
- Rolando, écuyer du comte (basse)
- Cavaliers, archers, jeunes filles, soldats.

Airs
- « Mi togliete a un sol ardente » (Tamas) – Acte I, Scène 2
- « Un altare ed una benda » (Gemma) – Acte II, Scène 13
- « Chi mi accusa, chi mi grada » (Gemma) – Acte II, Scène 13

Gemma di Vergy est un opéra (tragedia lirica) en deux actes, musique de Gaetano Donizetti, livret d'Emanuele Bidèra, représenté pour la première fois à la Scala de Milan le 26 décembre 1834.

## Histoire
Après la représentation à Naples de la première version de Maria Stuarda (sous le titre Buondelmonte) le 18 octobre 1834, Donizetti se mit à la composition de l'opéra qui lui avait été commandé par le Théâtre-Italien de Paris, Marino Faliero, tout en honorant une autre commande pour la Scala de Milan. Pour les deux ouvrages, il fit appel au même librettiste, Emanuele Bidèra.
Pour Milan, Bidèra adapta une tragédie en 5 actes d'Alexandre Dumas, Charles VII chez ses grands vassaux, donnée à Paris au Théâtre de l'Odéon le 20 octobre 1831. Le sujet ne fut choisi que trois mois avant la date prévue pour la première. Le titre, Gemma di Vergy, ne doit pas induire de confusion avec un autre opéra de Donizetti, Gabriella di Vergy, composé en 1826 mais jamais représenté du vivant du compositeur.
Le rôle-titre de Gemma di Vergy – particulièrement périlleux car il se situe presque entièrement dans le registre supérieur de la tessiture de soprano – fut écrit pour Giuseppina Ronzi de Begnis, qui créa plusieurs rôles de Donizetti dans les années 1830, notamment les rôles-titres de Fausta et de Maria Stuarda, et qui interpréta avec un talent consommé la variété des sentiments par lesquels passe l'héroïne.
Si le jeune Giuseppe Verdi, assistant à la première, fut semble-t-il modérément convaincu, l'opéra connut d'emblée un très grand succès, recevant vingt-six représentations d'affilée à la Scala avant d'être repris dans toute l'Italie, en Europe (Londres, Paris, Lisbonne, Vienne), à Alger, Buenos Aires, La Havane, Mexico, New York, Trinidad et Saint-Pétersbourg. En janvier 1848, lors d'une reprise à Palerme, l'air de Tamas (Mi togliesti e core, e mente, patria, nume, e libertà) fut ovationné par le public et l'entrée de la prima donna drapée dans les trois couleurs italiennes donna le signal de l'insurrection des carbonari.
Au XIXe siècle, Gemma di Vergy compta parmi les ouvrages les plus populaires de Donizetti, devant même Lucia di Lammermoor. Il ne quitta la scène qu'en 1901, alors que la plupart des opéras du répertoire donizettien avaient disparu depuis au moins deux décennies, la dernière représentation ayant eu lieu à Empoli.
Après une éclipse de près de trois quarts de siècle, il fut ressuscité le 12 décembre 1975 à Naples pour Montserrat Caballé, qui le chanta ensuite au Liceu de Barcelone (début 1976) et au Carnegie Hall de New York sous la direction d'Eve Queler (14 mars 1976, enregistrement publié en CD par Sony [quelqu'un pourrait-il l'ajouter à la discographie ?]). La soprano espagnole l'abandonna ensuite en déclarant le rôle trop lourd « l'équivalent, dit-elle, de trois Normas ». Depuis, pour cette raison, l'ouvrage est rarement monté. Il a notamment bénéficié d'une reprise à Bergame en 1987 dans le cadre du Festival Donizetti.

## Distribution
| Rôle                                                                                | Type de voix  | Interprètes lors de la première le 26 décembre 1834 |
| ----------------------------------------------------------------------------------- | ------------- | --------------------------------------------------- |
| Conte di Vergy Le comte de Vergy                                                    | baryton       | Orazio Cartagenova                                  |
| Gemma, sua moglie ripudiata Gemma, son épouse répudiée                              | soprano       | Giuseppina Ronzi de Begnis                          |
| Ida di Greville, novella moglie del Conte Ida de Gréville, nouvelle épouse du comte | mezzo-soprano | Felicità Baillou Hillaret                           |
| Tamas, giovine arabo, servitore di Gemma Tamas, jeune serviteur arabe de Gemma      | ténor         | Domenico Reina                                      |
| Guido, affezionato del Conte, Guido, favori du comte                                | basse         | Ignazio Marini                                      |
| Rolando, scudiero del Conte Roland, écuyer du comte                                 | basse         | Domenico Spiaggi                                    |
| Cavalieri arcieri damigelle soldati. Cavaliers, archers, jeunes filles, soldats.    |               |                                                     |

## Argument
L'action se passe dans le Berry en 1428, sous le règne de Charles VII, dans le château de Vergy.

Durée : environ 2 h 15 min
Le titre de la pièce d'Alexandre Dumas qui constitue la source littéraire du livret ne doit pas induire en erreur : il n'est jamais question de Charles VII dans Gemma di Vergy et l'on ne sait que l'action se situe au XVe siècle que parce que, dans l'introduction, des personnages secondaires commentent les exploits de Jeanne d'Arc. Il y est question du comte de Vergy qui répudie son épouse Gemma parce qu'elle ne peut lui donner d'héritier et veut se remarier avec Ida. Gemma veut tuer Ida mais son serviteur arabe Tamas, qui est amoureux d'elle, l'en empêche car il préfère tuer le comte en pleine cérémonie de mariage. Maudit par Gemma, il se suicide cependant que Gemma entre au couvent pour y attendre la mort.

### Acte I

#### Premier tableau
Une salle gothique avec des terrasses, d'où l'on découvre le pont-levis du château et, dans le lointain, un temple contigu au château.
- Scène 1 : Le chœur des archers commente le retour au château de Roland, écuyer du comte de Vergy, qui revient d'Avignon où le Pape[9] a été saisi de l'annulation du mariage du comte avec Gemma.
- Scène 2 : Roland fait son entrée et annonce la dissolution du mariage. Guido et le chœur se lamentent sur le sort de Gemma et, après que Rolando a raconté les exploits de Jeanne d'Arc, tous se préparent à prier pour Gemma, mais Tamas refuse de se joindre à eux. S'ensuit une vive altercation au cours de laquelle Roland tire son poignard.
- Scène 3 : La querelle est interrompue par l'arrivée de Gemma qui frémit à la vue du poignard. Rolando le jette à Tamas en prétendant, par bravade, qu'il voulait le lui donner à aiguiser. Gemma évoque les pressentiments funestes qui lui conseillent de s'enfuir mais attend son mari. Guido l'informe de sa répudiation et lui indique qu'elle devra se retirer dans un couvent. Gemma est effondrée car elle aime son époux.
- Scène 4 : Cependant que résonnent au-dehors les fanfares qui annoncent l'arrivée du comte, Tamas fait irruption en tenant le poignard ensanglanté avec lequel il vient de frapper Rolando. Il presse Gemma de le suivre.
- Scène 5 : Le chœur des archers se réjouit du retour du comte qui rentre victorieux des Anglais.
- Scène 6 : Le comte entre et trouve le poignard ensanglanté que Tamas a planté dans le bois de la table. Il redoute que Gemma ait mis fin à ses jours.
- Scène 7 : Guido informe le comte de la mort de Rolando. Le comte demande qu'on lui amène Tamas pour le juger. Il plaint le sort de Gemma mais, en apprenant qu'elle est encore au château, exige qu'on l'éloigne immédiatement car sa nouvelle épouse doit arriver le jour même.

#### Second tableau
La salle de justice du château.
- Scène 8 : Le chœur des archers réclame la mort de Tamas.
- Scène 9 : Le comte juge Tamas qui déclara avoir agi par vengeance car Rolando avait tué son père. Le comte veut épargner Tamas et se contenter de le bannir mais Tamas refuse de s'éloigner du château car il a une autre vengeance à accomplir : il doit tuer le comte lui-même. Ce dernier le condamne à mort. Gemma entre et implore la grâce de Tamas. Le comte la lui accorde. Elle le supplie ensuite de ne pas la répudier mais le comte, au désespoir, doit lui avouer qu'il est trop tard et qu'il va se remarier. Gemma éclate alors en imprécations : rejointe par Tamas, elle clame son désir de vengeance tandis que le comte demeure inébranlable.

### Acte II

#### Premier tableau
Une salle comme au premier tableau de l'acte I.
- Scène 1 : Le chœur de femmes déplore le départ de Gemma tandis que le chœur d'hommes se réjouit de l'arrivée de la nouvelle épouse du comte.
- Scène 2 : Le comte fait son entrée avec sa nouvelle épouse, Ida. Le remariage va être célébré sans faste.
- Scène 3 : Guido, qui a escorté Gemma loin du château, revient en rapportant au comte son anneau nuptial. Le comte se trouble à cette vue mais reprend ses esprits à songeant à la perspective riante d'avoir bientôt une descendance.

#### Deuxième tableau
Une chambre qui conduit de plain-pied à un délicieux jardin.
- Scène 4 : Ida se repose quelques instants avant la cérémonie.
- Scène 5 : Gemma, vêtue de noir, entre en se faisant passer pour une servante. Les deux femmes ne tardent pas à avoir une altercation au cours de laquelle Gemma brandit un poignard.
- Scène 6 : Le comte entre et tire son épée pour frapper Gemma mais celle-ci prend Ida en otage.
- Scène 7 : Tamas entre furtivement et désarme Gemma, libérant Ida qui se jette dans les bras du comte. Malgré les reproches de Gemma, Tamas l'engage à fuir avec lui.

#### Troisième tableau
Une salle gothique avec une fenêtre entrouverte, la nuit.
- Scène 8 : Le chœur se réjouit du mariage prochain.
- Scène 9 : Gemma fait son entrée.
- Scène 10 : Tamas engage Gemma à fuir avec lui et lui avoue son amour.
- Scène 11 : Gemma reste seule pendant qu'on entend au loin les cloches de la cérémonie nuptiale. Elle se prépare à se retirer au couvent.
- Scène 12 : Guido annonce que Tamas vient de tuer le comte.
- Scène 13 : Gemma maudit Tamas qui se suicide.

## Analyse
Le rôle-titre de Gemma de Vergy a été écrit spécialement pour permettre à la prima donna d'exprimer successivement des émotions contrastées. Ainsi, au cours de la scène 3 de l'acte I, Gemma commence par évoquer comme dans un rêve les pressentiments qui lui recommandent de fuir le château (Una voce al cor d'intorno) avant de s'abandonner à la joie à la pensée de revoir son époux (Egli riede ? oh, lieto istante) puis au désespoir en apprenant sa répudiation (Un ripudio ? Che lessi ! Avvampo e gelo !) avant de tomber en prière (Dio pietoso !) puis de se laisser aller à la fureur (Ah ! crudeltà ! Perchè il Conte scacciami ? Perchè ?).
Le sommet de la partition est la scène finale de Gemma, composée d'un récitatif maestoso, d'une prière larghetto (Un altare ed una benda) et d'une impressionnante cabalette (Chi mi accusa, chi mi grada).
L'air imprécatoire de Tamas au premier acte (Mi togliete a un sol ardente) a également acquis une certaine popularité comme air de concert pour ténor.

## Discographie
| Année | Distribution (Gemma, Tamas, Comte de Vergy, Ida)                                 | Chef d'orchestre, Orchestre et chœur                            | Label                                                                                    |
| ----- | -------------------------------------------------------------------------------- | --------------------------------------------------------------- | ---------------------------------------------------------------------------------------- |
| 1975  | Montserrat Caballé, Giorgio Lamberti (ténor), Renato Bruson, Bianca Maria Casoni | Armando Gatto, Orchestre et chœur du Teatro San Carlo de Naples | CD Audio : Myto Records (épuisé) CD Audio : Opera D'Oro (OPD 7055) Enregistrement public |
| 1987  | Adriana Maliponte, Ottavio Garaventa, Luigi De Corato, Nucci Condò               | Gert Meditz, Orchestre et chœur de la RAI de Milan              | CD Audio : IMC Music Ltd GL 100.790 Enregistrement public                                |

### Sources
- (fr) Piotr Kaminski, Mille et un opéras, Paris, Fayard, coll. Les indispensables de la musique, 2003
- (en) Andrew Palmer, livret de l'enregistrement IMC Music Ltd, 2006
- (it) b.z., « Gemma di Vergy di Gaetano Donizetti (1797-1848) », sur delteatro.it (consulté le 27 août 2008)